# سارة السقا
سارة السقا (1992-) هي جراحة فلسطينية من قطاع غزة، وهي أول طبيبة بقطاع غزة تحصل على البورد في الجراحة العامة عام 2022، بدأت دراسة الطب في مصرعام 2009 لمدة عام ونصف، ثم التحقت بالجامعة الإسلامية لتحصل على بكالوريوس الطب والجراحة عام 2015. كانت تعمل في مستشفى الشفاء الطبي في قسم الجراحة العامة قبل نزوحها لمنطقة جنوب قطاع غزة بسبب حرب غزة 2023.
رشحت ضمن قائمة بي بي سي لأفضل 100 امرأة ملهمة ومؤثرة من جميع أنحاء العالم لسنة 2023.